# Klaus Beitl
Klaus Beitl (* 29. März 1929 in Berlin) ist ein österreichischer Volkskundler.

## Biografie
Klaus Beitl wurde im März 1929 als Sohn des österreichischen Volkskundlers Richard Beitl in Berlin geboren.
Er war von 1978 bis 1995 Direktor des Österreichischen Museums für Volkskunde (ÖMV). Zeitweilig fungierte er als Schriftleiter der Österreichischen Zeitschrift für Volkskunde.

## Veröffentlichungen
- Votivbilder. Zeugnisse einer alten Volkskunst. Salzburg 1973.
- Liebesgaben. Zeugnisse alter Brauchkunst. Salzburg 1974.
- Landmöbel. Zeugnisse alter Handwerkskunst. Salzburg 1976.
- Volksglaube. Zeugnisse religiöser Volkskunst. Salzburg 1978.
- (Hrsg.): Methoden der Dokumentation zur Gegenwartsvolkskunde: Die Zeitung als Quelle. Referate des 1. internationalen Symposiums des Instituts für Gegenwartsvolkskunde der Österreichischen Akademie der Wissenschaften vom 10. bis 11. Mai in Mattersburg. Österreichische Akademie der Wissenschaften/Philosophisch-Historische Klasse, Sitzungsberichte, Bd. 469, Wien 1988.
- „Volkskunde als akademische Disziplin: Studien zur Institutionenausbildung. Referate eines wissenschaftlichen Symposions vom 8.–10. Oktober 1982 in Würzburg“ (Hrsg., mit Wolfgang Brückner)
- Zahlreiche Kataloge zu Ausstellungen des ÖMV